# Алёшин, Андрей Александрович
Андрей Александрович Алёшин (род. 1982, Московская область, РСФСР, СССР) — российский серийный убийца, совершивший 4 убийства в августе 2002 года на территории Московской области. В совершении убийств он был разоблачен лишь спустя 20 лет. Дело Алёшина вызвало в России общественный резонанс и активно обсуждалось в СМИ, так как в качестве сообщника Алёшина ошибочно был арестован учёный-гидролог Александр Цветков, которого Алёшин оговорил, а ошибка в распознавании лиц искусственным интеллектом привела к судебному скандалу, после чего юристы и регуляторы вынуждены были пересмотреть подходы к использованию искусственного интеллекта. Несмотря на тяжесть совершённых деяний, Андрей Алёшин избежал уголовного наказания в виде пожизненного лишения свободы. В 2024 году суд признал его виновным в совершении 4 убийств, после чего приговорил всего лишь к 13 годам лишения свободы. В уголовном мире Москвы Алёшин был известен под прозвищами «Буратино» и «Спартак».

## Биография

### Преступления
Андрей Алёшин родился в 1982 году на территории Московской области. Вырос в социально неблагополучной обстановке. В школьные годы Андрей потерял интерес к учебному процессу и много свободного времени предпочитал проводить на улице, которая как социально-педагогическая среда сильно повлияла на формирование его личности. В середине 1990-х годов Алёшин стал увлекаться алкогольными напитками и начал вести криминальный образ жизни. В 1997 году он был арестован по обвинению в совершении кражи. На судебном процессе Алёшин был признан виновным, после чего назначил ему уголовное наказание в виде 3 лет лишения свободы. Наказание Андрей Алёшин отбывал в одной из исправительных колоний для несовершеннолетних. Отбыв его полностью, Алёшин вышел на свободу в 2000 году. После освобождения он не стал возвращаться домой, а переехал в Москву. Следующие 2 года Алёшин вел бродяжнический образ жизни. Ночевал на Курском вокзале в вагонах поездов дальнего следования, которые стояли на запасных путях. На жизнь зарабатывал кражами и случайными заработками. Согласно признательным показаниям самого Алёшина, 2 августа 2002 года он совершил двойное убийство. Сперва он направился к своему 54-летнему знакомому, жителю посёлка Воскресенское (Московская область). Мужчина проживал в частном доме, увлекался алкогольными напитками и относился к симпатией к Алёшину, вследствие чего разрешал ему периодически приезжать с целью помыться, побриться и переночевать. В день убийства мужчины совместно распивали алкогольные напитки, после чего между ними произошел конфликт, в ходе которого Алёшин убил хозяина дома. Труп жертвы Алёшин расчленил и попытался сжечь останки в печи. В этот же день на проспекте Андропова, на территории Москвы он проник в квартиру 64-летней пенсионерки, которую зарезал. Согласно показаниям Алёшина, убийство он совершил из корыстных мотивов, так как получил от неустановленного лица информацию о том, что в квартире содержаться ценности и деньги. 10 августа 2002 года Алёшин на Комсомольской площади в Москве познакомился с 55-летней женщиной по имени Галина, которая сдавала комнату в своей трехкомнатной квартире. Алёшин заинтересовался предложением женщины и отправился вместе с ней смотреть квартиру, которая находилась на улице Ярославском шоссе. Согласно показаниям Алёшина, по приезде в квартиру они договорились о аренде, после чего он некоторое время находился в кухне употребляя алкогольные напитки. Вечером того же дня он прошелся по квартире и увидел в одной из комнат сервант с  золотыми ювелирными изделиями, которые стал класть себе в карманы. В этот момент в комнату зашла 95-летняя мать хозяйки квартиры и начала кричать на него, после чего Андрей Алёшин совершил нападение на женщин, в ходе которого задушил 95-летнюю мать хозяйки квартиры ремнём от сумочки и зарезал Галину с помощью кухонного ножа. После совершения убийств Андрей почти профессионально уничтожил следы и всевозможные улики, похитил 5 тысяч рублей, золотые сережки, кольцо и под покровом ночи покинул квартиру. Тела убитых были обнаружены лишь неделю спустя. В ходе расследования убийств женщин, сотрудники правоохранительных органов опросили соседей и знакомых Галины, которые рассказали, что убитая много времени проводила на Комсомольской площади в поисках квартирантов. На площади и железнодорожных вокзалах Галину опознали знакомые, которые заявили что в день гибели она покидала площадь с молодым человеком. В октябре того же года Андрей Алёшин был арестован за совершение 10 нападений, сопряженных с разбоем. В начале 2003 года его сообщник по нападениям по фамилии Сидоров рассказал следователям о том, что Алёшин в конце 2002 года признался ему в совершении 4 убийств, после чего Алёшин подвергся допросу. Однако к допросу Алешину представители правоохранительных органов подошли весьма формально и недобросовестно. Так как очевидных доказательств причастности Алёшина к совершению убийств найдено не было, ему не было предъявлено никаких обвинений. В начале 2003 года он был осужден за совершение нападений сопряженных с разбоем и получил в качестве уголовного наказания 9 лет лишения свободы. Отбыв наказание полностью, он вышел на свободу в 2011 году, после чего снова вернулся в Москву. В этот период он продолжил вести бродяжнический образ жизни на Комсомольской площади. Через несколько месяцев после освобождения, в 2011 году Алёшин был арестован по обвинению в совершении серии краж, после чего снова был осужден на 4 года лишения свободы. Освободившись в 2015 году, Алёшин нашел жилье в городе Шатура. В этот период он не был замечен в ведении криминального образа жизни, сожительствовал с женщиной по имени Елена, зарабатывал на жизнь грузчиком. В 2019 году Алёшин снова был осужден по обвинению в угрозе убийством своему соседу, однако в этот раз суд назначил ему в качестве наказания принудительные работы. В начале 2022 года Андрей Алёшин расстался с сожительницей, после чего снова стал вести бродяжнический образ жизни, жил в каптерках и перебивался случайными заработками

### Арест в 2022 году и следствие
По обвинению в совершении 4 убийств Андрей Алёшин был арестован в ноябре 2022 года. Расследованием дела занимались сотрудники первого отделения уголовного розыска УВД по Северо-Восточному округу.

Комментарий начальника УВД по Северо-Восточному округу генерал-майора Константина Строганова:
На очередном заслушивании мы разобрали дело о двойном убийстве в 2002 году на Ярославском шоссе. Убили мать и дочь. Мать уже пожилая женщина, еле-еле ходила, дочери на тот момент было за пятьдесят. В ходе расследования преступления подозреваемого задерживали: он подходил под описание и был замечен с убитой женщиной. Его опросили и отпустили, потому что ничего тогда он не рассказал.
Причастность Андрея Алёшина к этим преступлениям подтвердили результаты молекулярно-генетической экспертизы. Ознакомившись с доказательствами, Алёшин предложил прокуратуре заключить соглашение о признании вины, которое было принято. В обмен на невынесение уголовного наказания в виде пожизненного лишения свободы, Алёшин полностью признал свою вину, дал признательные показания по каждому эпизоду и выразил желание активно способствовать раскрытию преступлений. Согласно свидетельствам Алёшина, в середине июля 2002 года в районе Китай-город он познакомился с неким Сашей, который был известен под прозвищем «Чуваш», с которым он стал проводить много свободного времени и распивать алкогольные напитки. Согласно утверждению Алёшина, именно Саша «Чуваш» стал инициатором серии убийств. 10 августа 2002 года Алёшин якобы встретился с сообщником на Комсомольской площади. В изложении Алёшина следовало, что сообщник предложил ему совершить ограбление. Выбор пал на женщину, которая стояла рядом с вокзалом предлагала прохожим снять у неё комнату. Алёшин и его сообщник заинтересовались предложением женщины и отправились вместе с ней смотреть квартиру, которая находилась на Ярославском шоссе. Согласно показаниям Алёшина, по приезде в квартиру они с сообщником выпили водки, после чего увидели в серванте золотые ювелирные изделия, которые стал класть себе в карманы. В этот момент в комнату зашла 95-летняя мать хозяйки квартиры и начала кричать, после чего мужчины совершили нападение на женщин, в ходе которого Алёшин задушил 95-летнюю мать хозяйки квартиры ремнём от сумочки, а его сообщник Александр «Чуваш» зарезал с помощью кухонного кухонного ножа вторую женщину.

Алёшин заявил, что после 2002 года никогда более не видел Сашу «Чуваша». На основании показаний Алёшина был составлен фоторобот его сообщника. Из описания внешности Саши «Чуваша» Андреем Алёшиным.:
На вид ему 25—26 лет, рост примерно 165—170 см, среднего телосложения, волосы чёрного цвета, смуглая кожа, иногда носил очки, хорошо говорил по-русски. У Александра на пальцах были наколки в виде перстней, на левой руке была наколка в виде кельтского узора.
В ходе расследования сотрудники правоохранительных органов нашли несколько свидетелей, которые в 2002 году также общались с Сашей «Чувашом», однако их описания внешности «Чуваша» противоречили показаниям Алёшина. Один свидетель утверждал, что Саша «Чуваш» не имел татуировок на руках, а второй утверждал, что «Чуваш» находился в возрасте 40—45 лет и был высокого роста (не ниже 180 см).
9 января и 13 февраля 2023 года уголовные дела, возбужденные 2 и 5 августа 2002 года соответственно Видновской горпрокуратурой Московской области и Нагатинской межрайонной прокуратурой, соединили в одно с уголовным делом, возбужденным 15 августа 2002 года Останкинской межрайонной прокуратурой.
В начале 2023 года камеры искусственного интеллекта с функцией считывания лиц запечатлели лицо учёного-гидролога 49-летнего Александра Игоревича Цветкова и сопоставили его с фотороботом Саши «Чуваша». Искусственный интеллект показал соответствие на 55 процентов фоторобота с лицом Александра Цветкова, который попал в прицел биометрических камер 6 февраля 2023 года. 16 февраля того же года Александр Цветков был арестован в аэропорту Домодедово, когда вместе с группой ученых возвращался из Красноярска, где они проводили исследование о том, как строительство ГЭС повлияло на сибирскую водную фауну. Прямо в самолете, Александру были предъявлены обвинения и надеты наручники. Его вывели из самолета, увезли в отделение полиции при аэропорте, где сняли отпечатки  пальцев и взяли у образец ДНК-материала, после чего посадили в автомобиль и отвезли в отделение полиции УВД по СВАО для допроса, в ходе которого он свою вину не признал. Андрей Алёшин на очной ставке уверенно опознал Цветкова в качестве своего сообщника Саши «Чуваша», в то время как Цветков заявил, что никогда не был знаком с Алёшиным. Однако после нескольких часов, проведенных в ИВС вместе с двумя сокамерниками Цветков признал свою вину и дал признательные показания по одному из эпизодов. 18 февраля Останкинский суд арестовал учёного по обвинению в четырёх убийствах и назначил ему меру пресечения в виде заключения под стражу.

Из пояснений Цветкова: 
Следователь, который, скажем, производил арест, пригласил конвой в час ночи. То есть меня забрали в 10:52 утра. До этого мы 10 дней работали на сибирских водохранилищах, потом прилетели в Москву. Там разница между Красноярском и Москвой в 5 часов. Перед этим надо было все вещи упаковать, отправить их транспортной компанией в Рыбинск, там груза килограмм под сто было. И в камеру меня впустили где-то в начале восьмого утра, то есть всю ночь я провел вот в автозаке, который зимой практически не отапливается. А я был без верхней одежды, на мне была лишь жилетка. После допроса меня отправили в ИВС, в камеру на троих. Я зашел и поздоровался с двумя мрачными мужчинами, которые очень нехорошо на меня посмотрели. В камере было сильно накурено — стоял синий дым. Я теперь понимаю, что это были так называемые подсадные — уголовники, которые помогают следствию. Один сказал, что он с юга — назвался представителем печально известной банды Цапков. Любопытно, что позже, в СИЗО «Матросская Тишина», мне встретился человек, который знал настоящих Цапков, тогда-то и выяснилось, что мой сосед из ИВС не имел к этой банде никакого отношения. Однако и тот самозванец, и второй сокамерник произвели на меня серьезное впечатление — на них не было живого места от татуировок Тот, который якобы был из Цапков, пытался меня цеплять и угрожал физической расправой. Конечно, они меня спросили, как я к ним попал, — я сказал, что по ошибке. И те уголовники стали давить: мол, просто так тут не оказываются, заключай досудебное соглашение и бери вину на себя, иначе будет хуже. Фактически они меня додавили: заявление о том, что я хочу сделать признательные показания, писал под их диктовку. Потом ко мне пришел тот самый начальник следователей, который был на допросе, и сказал подробно описывать преступления. Я ответил, что могу лишь пересказать показания Алёшина, поскольку больше ничего не знаю. Их это устроило.
После встречи с адвокатом, Цветков на второй очной встрече с Алёшиным отказался от своих показаний и заявил, что оговорил себя будучи под давлением следствия, сокамерников и испытывал в тот момент сильнейший стресс, так как не спал 2 суток. Цветков утверждал, что следователь обещал ему предъявить ему обвинение в совершении еще 16 убийств, сделать из него нового Чикатило и показать сюжет об этом по всем телеканалам, после чего, вследствие огласки его семье придется скрываться, а дети не смогут никуда поступить из-за его биографии. 21 февраля родственники и коллеги Цветкова через его адвоката предоставили следствию характеристику Цветкова и доказательства его непричастности  к совершению серийных убийств.
Александр Цветков родился и вырос в Рыбинске. В 1996 году окончил «Ярославский Государственный Университет имени Демидова», где учился на факультете биологии и экологии по специальности «биолог, преподаватель биологии и химии». В том же году поступил в очную аспирантуру «Института биологии внутренних вод имени Папанина» по специальности «экология». В научные интересы Александра входило: устьевые зоны рек — гидрологические и гидрофизические аспекты, гидрология бобровых прудов, геоморфология, биогенное ландшафтообразование, лимнология, методы дистанционного зондирования Земли. Институт расположен в поселке Борок (Некоузский район Ярославской области) куда Цветков вскоре переехал жить. В 2003 году он женился и впоследствии стал отцом 3 дочерей. Родственниками, знакомыми и коллегами по работе Александр характеризовался крайне положительно. В 2010-х годах он участвовал в конкурсе «ЯрПАПА» на звание лучшего папы и стал призером. Кроме этого, начиная с 2016 года Цветков стал постоянным участником школы-экспедиции под названием «Мы — дети Волги», которая ежегодно проводится на Плещеевом озере. Цветков посещал школу как преподаватель и приобщал детей к науке. Кроме этого он является членом «Российского географического общества». Результаты его научных исследований представлены в 83 научных публикациях. В разные годы Цветков был руководителем научных экспедиций по водоемам России, а также Армении и Вьетнама (в среднем не менее 10–15 экспедиций в год) и организатором более чем 20 научных конференций, проведенных на базе «ИБВВ РАН».
Согласно приказам, которые хранились в архиве «Института биологии внутренних вод им. И.Д. Папанина Российской академии наук», 2 августа Александр Цветков находился в экспедиции на территории Ярославской области, изучая малые реки. С 5 по 13 августа Александр Цветков согласно документам, находился в девятидневной экспедиции, в ходе которой группа ученых вместе с Александром посетила 21 населенный пункт на территории Ярославской, Ивановской, Костромской и Вологодской областях. В основном, экспедиция проходила в труднодоступных местах, где можно было проехать только на грузовом автомобиле ГАЗ-66>.
10 августа в день совершения двойного убийства, Цветков находился в Волгореченске (Костромская область) и вместе с коллегами ждал паром, чтобы переправиться через Волгу в село Красное. В подтверждение этому, помимо приказов и других документов, коллеги Александра предоставили следствию  фотографии, на обратной стороне которых была написана ручкой дата съемки и описание. Цветков занимался изучением паразитов рыб. Ловил в воде личинок паразитов. Запечатывал пробу воды в склянку, которую подписывал и вносил данные о ней  в индивидуальный журнал, который впоследствии оказался в распоряжении следствия. Покинуть незамеченным места проведения экспедиции он согласно свидетельствам его коллег не мог, так как все время был на виду, местность была труднодоступная, ближайшие железнодорожные станции были далеко, а поезда ходили 3 раза в неделю. Помимо этого адвокат Цветкова предоставил следователям документы ис места работы Цветкова, свидетельствующие о том, что зарплата в августе 2002 года была выплачена ему полностью. В ведомости было указано, что он не брал отгулов, отпусков, в то время как убийства были совершены в будние дни.

Из показаний жены Цветкова: 
Самый главный, тот, который уже задержан и ему светит пожизненное заключение за совершенные убийства, некто Алёшин, он на очной ставке подтвердил, что моего Александра знает. На что Александр сказал: «Я вас вообще впервые вижу». Что, скорее всего, правда, поскольку этот Алёшин утверждал, что мой муж бомжевал на площади трех вокзалов в 2002 году, а с мая по август это совершенно невозможно, потому что есть документальные подтверждения, что Александр, который, кстати, работает в нашем институте с 1996 года, был в этот период либо в экспедициях, либо у него стояли рабочие дни здесь, на территории Борка. О чём подтверждает бухгалтерский счет, где указано, что он получил полную зарплату. Если бы Александр где-то мотался на площади трех вокзалов, пьянствуя с Алёшиным и выкуривая по полпачки сигарет, как свидетельствуют все свидетели, а мой муж никогда в жизни не курил из-за проблем с легкими, то его бы давно уволили из института. А он настолько на хорошем счету был в институте, что когда мы уже поженились, нам выделили ведомственную квартиру. Потому что абы кому, прогульщикам, тунеядцам и пьяницам, квартиры не дают, — рассказала Марина.
После ознакомления с описанием подозреваемого, адвокат Цветкова Давид Афян справедливо отметил, что в свидетельском описании убийцы и внешности Цветкова есть явные несовпадения. Так Алёшин утверждал, что у Саша Чуваш много курил и имел  татуировки на пальцах в виде перстней и кельтский узор на левой руке, однако Цветков никогда не курил не имел не единой татуировки на своем теле.
Адвокат Цветкова вскоре подал ходатайство об освидетельствовании наличия наколок или следов от них на руках Цветкова, однако следователь заявил им, что Алёшин уже отказался от своих первоначальных показаний, так как якобы все перепутал, и те описываемые татуировки на руках в действительности наколки были у одного из его сокамерников.
Несмотря на это, следствие посчитало, что эти документы не могут рассматриваться в качестве алиби для Цветкова, так как, по версии следствия, они доказывали лишь тот факт, что Цветков был зачислен в состав экспедиции, но в действительности мог не поехать или отлучиться на пару часов. По версии следствия, Александр Цветков летом 2002 года периодически отлучался в Москву из Ярославской области, где не имея определенного места жительства много свободного времени проводил в обществе бездомных на площади трех вокзалов и совершал преступления. Версию следствия коллеги и непосредственный руководитель Александра Цветкова- директор директор института биологии внутренних вод им. И.Д. Папанина Российской академии наук Александр Крылов назвали абсурдной.

Из комментария  Александра Крылова:
Я даже не могу себе представить такой ситуации, чтобы кто-то, раз, и уехал. У нас четкий маршрут. У нас четкие такие вещи, которые связаны с работой. Конечно – это невозможно.

Из комментария участницы экспедиции Анны Романенко:
С 8 утра как минимум до пяти вечера, Саша был у нас на глазах. Я была не одна, еще были люди, которые это подтверждают. Отлучиться Саша не мог.
Коллеги Александра Цветкова вскоре после этого направили письмо на имя генерального прокурора РФ Игоря Краснова и главы Следственного комитета Александра Бастрыкина, Уполномоченного по правам человека Татьяны Москальковой, губернатора Ярославской области Михаила Евраева и сенатора Наталии Косихиной.
Весной 2023 года у Цветкова были выявлены проблемы со здоровьем, в связи с чем он покинул СИЗО-4 и был переведен в СИЗО «Матросская Тишина», где с подозрением на инсульт был подвергнут медицинскому освидетельствованию, по результатам которого у него была диагностирована ишемическая болезнь сердца.
В июне 2023 года адвокаты Цветкова и его жена Марина обратились к правозащитникам. О деле Андрея Алешина была информирована депутат Госдумы Валентина Терешкова. Жена Цветкова Марина вскоре получила ответ из аппарата Терешковой, где ей сообщалось что информация о деле Алешина была передана в Генеральную прокуратуру, которая вскоре обнаружило уголовно-процессуальные нарушения в действиях следователей при проверке алиби Александра Цветкова.
15 августа 2023 года в Замоскворецком суде Москвы прошло заседание, на котором рассматривался вопрос о продлении меры пресечения Цветкову в виде заключения под стражу. Адвокаты Цветкова настаивали на том, чтобы Цветкова во время расследования поместили под домашний арест. Прокурор выразил протест, заявив что алиби Цветкова на момент совершения убийств невозможно подтвердить, вследствие чего он может представлять повышенную социальную опасность и оказать давление на свидетелей, но в то же время отметил, что сведениями о опровержений его алиби сторона обвинения не обладает. В конечном итоге суд отклонил ходатайство адвокатов Цветкова и оставил ему меру пресечения в виде заключения под стражей до 15 сентября 2023 года.
В сентябре Цветкову на очередном судебном заседании продлили арест до 14 декабря 2023 года, несмотря на многочисленные петиции, которые заполняли друзья и родные ученого и аргументы стороны защиты.
В октябре Цветков был этапирован в «Государственный национальный центр социальной и судебной психиатрии имени Сербского», где на протяжении последующего месяца с ним работали специалисты. На основании результатов ряда психиатрических экспертиз Александр Цветков был признан вменяемым.
4 декабря  2023 года правозащитница Ева Меркачёва на Совете при Президенте Российской Федерации по развитию гражданского общества и правам человека рассказала об уголовном деле Алёшина президенту России Владимиру Путину, который ознакомившись с ходом расследования, поручил соответствующим ведомствам разобраться по поводу ареста Александра Цветкова и проверке его алиби.

Из речи Евы Меркачевой:
Искусственный интеллект выдал, что составленный в 2003 году, то есть 20 лет назад, фоторобот убийцы женщин на 55% совпадает с Александром Цветковым. Его задержали в аэропорту после экспедиции. Интересно, что у него всё было задокументировано, потому что он ученый-гидролог. С ним вместе в те дни, когда совершались убийства в Москве, были профессора, доктора наук. В том числе директор института РАН. И они удивляются, говорят: «Как нам следствие не верит? Мы показываем фотографии, показываем результаты лабораторных исследований, свидетельства, что он был с нами за много километров. Но следствие держит ученого в СИЗО уже почти год. И всё, что у них есть — это показания искусственного интеллекта и еще уголовника, который на самом деле на любого может пальцем показать. Вообще, в этих преступлениях прошлых лет большая опасность, когда о них вспоминают люди, находящиеся на пожизненном сроке или в колониях особого режима. Им терять нечего, они готовы дать любые показания. А люди от этого страдают.
В конечном итоге, следствие под давлением доказательств доказывающих непричастность Александра Цветкова к убийствам — сняло с него все обвинения и подало ходатайство в суд о его освобождении, которое было удовлетворено. 11 декабря 2023 года Замоскворецкий суд Москвы освободил из-под стражи Александра Цветкова и он вышел на свободу. Полностью сняли с него все обвинения и прекратили преследование в его отношении только лишь 29 февраля 2024 года. При  исчерпывающем алиби он провел в СИЗО 299 дней.

### Суд
После снятия обвинений, единственным обвиняемым остался Андрей Алёшин. В этот период он в очередной раз изменил свои показания. Согласно новым свидетельствам Алёшина, все убийства он совершил в одиночку. Судебный процесс открылся 14 июля 2024 года. 22 октября 2024 года 42-летний Андрей Алёшин был признан виновным в совершении 4 убийств, после чего Бабушкинский суд Москвы назначил ему уголовное наказание в виде 13 лет лишения свободы. При вынесении приговора суд учел смягчающие обстоятельства, такие как явку с повинной Алёшина и активное способствование раскрытию преступлений с его стороны.
В апреле 2024 года Александру Цветкову пришло письмо за подписью старшего помощника прокурора Москвы с официальными извинениями от имени государства за моральный вред, связанный с необоснованным привлечением к уголовной ответственности.

## Общественное мнение
Положительный эффект возможностей искусственного интеллекта при противодействии преступности после закрытия этого уголовного дела вызвал споры.  
Из заявления Владимира Путина:
Надо посмотреть за тем, что в этой сфере происходит, и внимательно анализировать, где ужесточение наказания ведет к снижению преступности, а где оно является запредельным и не выполняет свои функции. Надо проанализировать внимательно со специалистами. Но если вы считаете, что это требует внимания со стороны государства, мы так и сделаем. Искусственный интеллект — сложная тема, сфера больших данных, она очень эффективно работает во многих областях. Если есть какие-то сбои, надо их проанализировать и сделать выводы соответствующие.

Мнение Александра Цветкова:
Ну, я не знаю насчет искусственного интеллекта, целиком ли это благодаря ему оказался я там. Я думаю, что нет. То есть, искусственный интеллект — это искусственный интеллект, как бы, но законы робототехники никто не отменял. То есть Айзек Азимов, в свое время сформулировавший их, всё-таки был отчасти прав. И человек должен контролировать весь этот процесс.Конечно, да, от развития техники, от развития этого искусственного интеллекта человеку никуда не деться, это понятное дело. Люди любыми способами облегчают себе жизнь, тем не менее надо как-то разумно к этому относиться, надо понимать, что ты делаешь-то, что ты творишь-то. Не стоит полагаться целиком на искусственный интеллект, все-таки надо его контролировать. Это страшное дело — развитие искусственного интеллекта до таких пределов, что он лишает человека жизни, свободы. Это неправильно. За то недолгое время, что я могу читать электронные средства массовой информации, там много интересного и познавательного. Оказывается, что искусственный интеллект ругается с людьми, этот GPT-чат открытым текстом говорит: «Люди мои рабы». Так что надо быть осторожнее в этом деле. У нас полстраны может попасть под опознание фоторобота, отличительная черта которого наличие больших очков. И что?

Мнение Евы Меркачевой:
В случае с Александром Цветковым было абсолютно очевидно, что у него стопроцентное алиби, он человек с кристально чистой биографией и сам кристально честный. Уникально было другое — что следствие в него вцепилось. И удивительно было, что следствие не хотело принимать никаких аргументов. Я напомню, в те дни, когда в Москве происходили убийства, Цветков вместе с другими учеными был в сотнях километров от этого места в экспедициях. У них взяли показания, были предоставлены документы, которые это подтверждали. Это документация, связанная с выдачей приборов и так далее. Ведь в экспедицию просто так не едут, там оформляют кучу бумаг и приказов. Плюс он не мог одновременно бомжевать в районе площади трех вокзалов и ходить в институт, организовывать конференции, выступать и заниматься серьезными научными работами. Это выглядело как бред. Поэтому это дело уникально именно по бредовости, тут да. Нужно улучшить качество работы следователей. Сейчас у них есть палочная система. Надо сделать так, чтобы если следователь разобрался и пришел к выводу, что человек невиновен, чтобы следователя за это не ругали и уж тем более не наказывали. Чтобы это считалось хорошей и нормальной работой, а не проколом в его деятельности. Сейчас считается большим браком, если следователь человека задержал, дело завел, а в процессе выяснил, что он невиновен. Поэтому следователю выгодно довести дело до конца и хоть каким-то образом впихнуть его в суд.

## В массовой культуре
- Документальный фильм «Ошибка искусственного интеллекта» из цикла «Расследование Эдуарда Петрова» (2024)[49]